# Phyllonorycter diversella
Espèce
Phyllonorycter diversella est une espèce nord-américaine de lépidoptères (papillons) de la famille des Gracillariidae.

## Répartition
On trouve Phyllonorycter diversella au Canada (Nouvelle-Écosse) et aux États-Unis (Connecticut, Ohio, Kentucky, Maine et Vermont).

## Écologie
Les chenilles consomment les plantes des genres Gaylussacia (notamment Gaylussacia baccata et Gaylussacia frondosa (en)), Oxydendrum et Vaccinium (notamment Vaccinium corymbosum). Elles minent les feuilles de leur plante hôte. La mine a la forme d’une mine tentiforme sur la face inférieure de la feuille.